# Kievski (ville)
Kievski (en russe : Ки́евский) est un village de travailleurs (rabotchy possiolok) sous la juridiction de la ville fédérale de Moscou, dépendant du district municipal de Kievski au sein du district administratif de Troïtski, en Russie. Elle est située à 45 km au sud-ouest de l'autoroute périphérique (MKAD). Sa population était de 8 682 habitants en 2010 et de 13 942 habitants en 2023.

## Géographie
Le village est situé au kilomètre 63 de l'autoroute de Kiev (à 45 km du périphérique de Moscou) et au kilomètre 237 du grand anneau du chemin de fer de Moscou, à côté de la gare de triage Bekassovo-Sortirovotchnoïe.
Kievski est entouré de tous côtés par des datchas, des chalets, des jardins familiaux et des forêts.

## Histoire

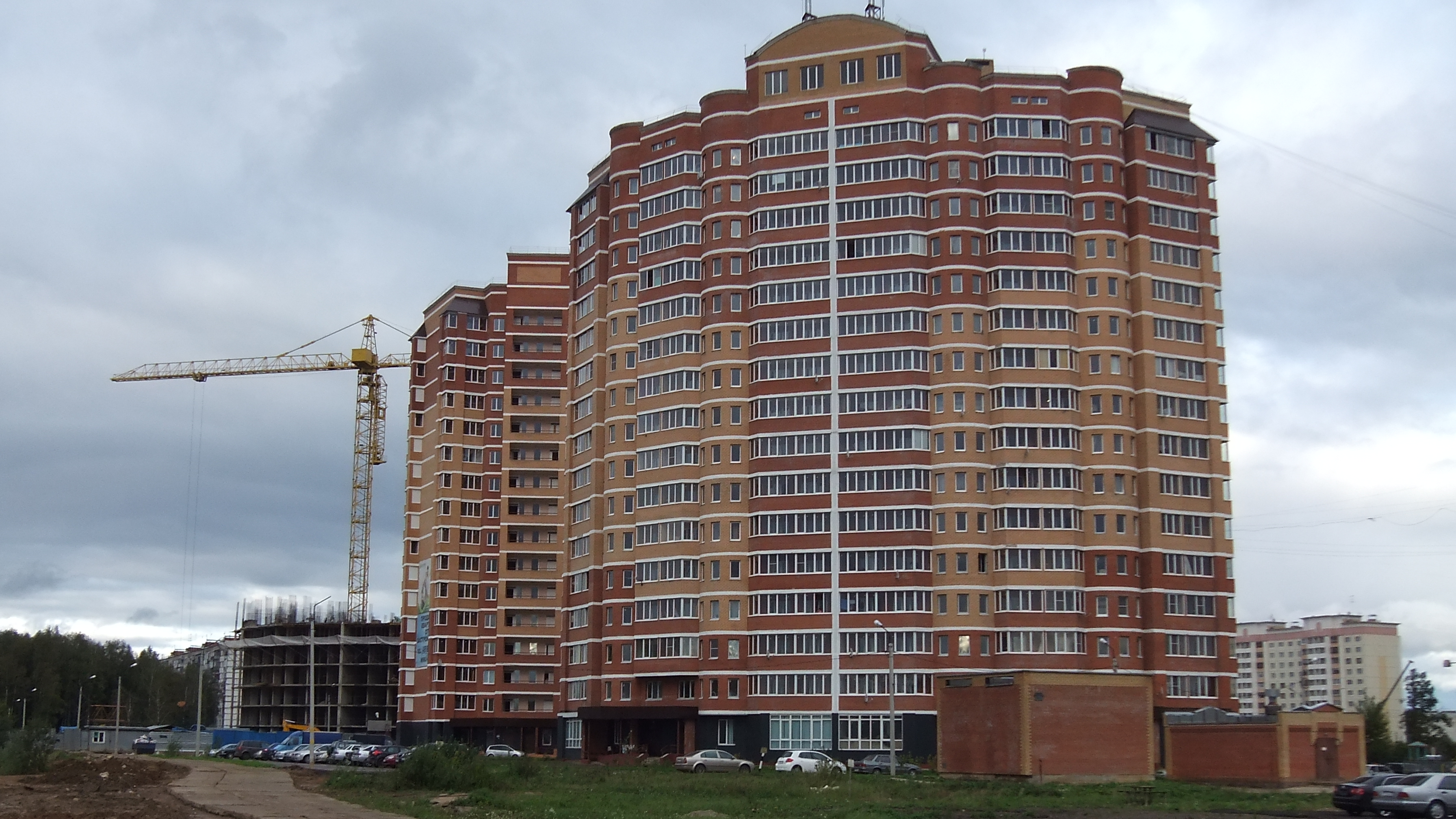
Immeuble construit en 2014.

La construction du village commence en 1974 (mais la localité est déjà signalée en 1971 sur la carte de l'oblast de Moscou), comme village pour travailleurs, l'un des plus grands de la région,, du nœud ferrovaire de la gare de triage Bekasso-Sortirovotchnoïe. Parallèlement, la construction du village se poursuit simultanément avec la construction de la gare et le développement de ses capacités de production. Le premier immeuble résidentiel de 60 appartements (n° 1) est mis en service en 1976, et en 1984, tout un éventail de logements de wagons était déjà détruit, situé à l'entrée du parc d'accueil (initialement, les ouvriers de Bekassovo vivaient dans des wagons sur rails près du quai de Bekassovo-Sortirovotchnoïe). La construction intensive d'immeubles d'habitation se poursuit jusqu'à la fin des années 1980.
Avant le 1er juillet 2012, Kievski dépendait de l'oblast de Moscou, dans le raïon de Naro-Fominsk.

## Économie

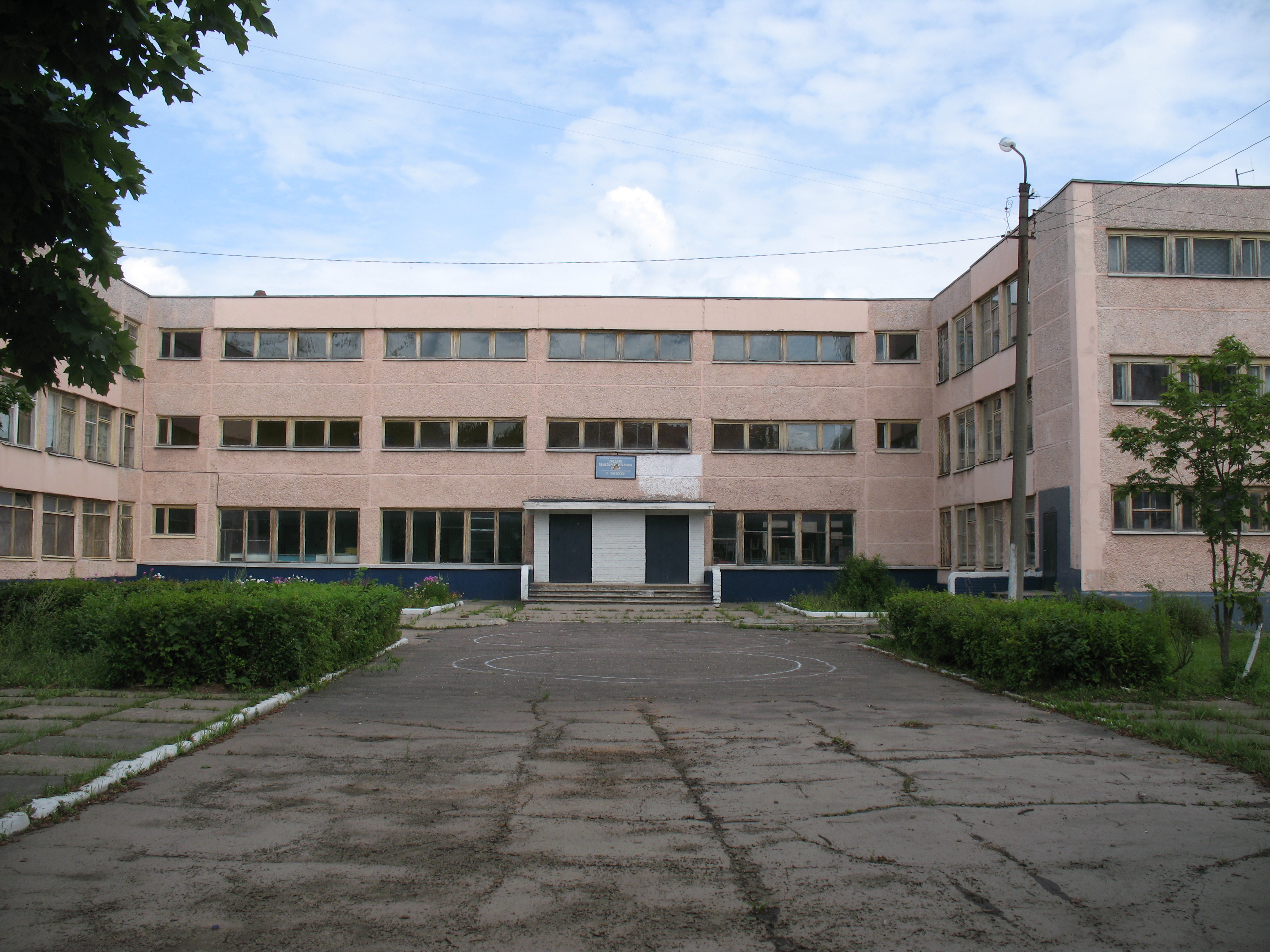
École.